# Institut régional pour sourds et déficients auditifs de Saint-Jean-de-la-Ruelle
Das Institut régional pour sourds et déficients auditifs de  Saint-Jean-de-la-Ruelle (IRESDA), jetzt IRJS - Institut Régional pour Jeunes Sourds Raymond Barberot, ist eine französische spezialisierte Bildungseinrichtung für Gehörlose und Hörgeschädigte mit Sitz in Saint-Jean-de-la-Ruelle im französischen Département Loiret in der Region Centre-Val de Loire.

## Geographie
Das Regionale Institut für Gehörlose und Hörgeschädigte befindet sich in Saint-Jean-de-la-Ruelle, einer Stadt im Großraum Orléans, in der Rue Abbé-de-l'Épée 26, benannt nach Charles-Michel de l’Epée, einem der Pioniere der Sonderausbildung für Gehörlose.

## Geschichte
Père Laveau gründete in der Nähe der Kirche Saint-Laurent in Orléans eine Schule für Gehörlose. Die Einrichtung wurde zwischen 1839 und 1846 unter der Julimonarchie und ab 1871 zu Beginn der Dritten Republik von den Frères de l’instruction chrétienne de Saint Gabriel geleitet.
Da in den Räumlichkeiten ihrer Schule in Orléans nicht genügend Platz war, verlegten die Brüder Saint-Gabriel die Gehörlosenschule 1891 nach Saint-Jean-de-la-Ruelle auf ein Anwesen mit dem Namen Grange aux Groues oder Domaine du Gros-Caillou. Im selben Jahr wurde dort neben der Schule die Kapelle der Unbefleckten Jungfrau Maria errichtet.
Jean Boyer, genannt Bruder Liborius, leitete die Schule von 1905 bis 1932 und ließ zu Beginn des 20. Jahrhunderts neue Gebäude entlang der Straße errichten. Andere wurden nach dem Zweiten Weltkrieg in der Eckrückführung errichtet. Die Schule beherbergte damals etwa hundert gehörlose Jungen als Internat. Auf der Rückseite befindet sich ein großer Park.
Im Jahr 1981 zogen sich die Brüder von Saint-Gabriel zurück.
Der Trägerverein der regionalen Einrichtung für junge Gehörlose in Orléans, der die Schule betreibt, errichtete 2013 an der Südseite einen Anbau für Menschen mit Mehrfachbehinderung (nicht nur für Gehörlose) und verkaufte den Park an einen Bauträger, der dort Wohngebäude errichtete. Auch die Gebäude, die den ursprünglichen Kern der Schule bildeten, und die Kapelle werden verkauft. 

## Bereiche
Die Einrichtung besteht aus drei Abteilungen: section d’éducation et d’enseignement spécialisés (SEES), section de première formation professionnelle (SPFP) und section d’éducation pour enfants déficients auditifs avec handicaps associés (SEEDAHA).